# Jenny Rovesciato
Il Jenny Rovesciato, designazione in lingua italiana dell'Inverted Jenny, è una varietà rara del francobollo del valore facciale da 24 centesimi di dollaro creato espressamente per essere utilizzato nel servizio di posta aerea inaugurato il 15 maggio 1918 sulla rotta Washington-Filadelfia-New York. La sua rarità si deve all'errata stampa della vignetta.
Per renderlo facilmente riconoscibile e per scoraggiare eventuali falsificazioni dovute all'alto valore, ben superiore a un normale francobollo di posta di prima classe dell'epoca da 3 soli cent, venne deciso di stamparlo in due colori, il rosso della parte esterna e il blu della parte interna raffigurante un aereo, il Curtiss JN-4 Jenny, che unito al bianco della carta riproducevano i colori della bandiera nazionale statunitense. Per ottenere questo effetto il foglio da 100 pezzi, 10 per ogni lato, veniva passato due volte nella macchina tipografica; se fosse stato posizionato per errore rovescio avrebbe creato un'immagine complessiva invertita al centro. A causa dei tempi ristretti nell'emissione del valore furono almeno un paio i fogli, tra quelli erroneamente stampati, individuati dal personale e prontamente distrutti, ma almeno uno venne recapitato normalmente agli uffici postali e successivamente distribuito.

## Nella cultura popolare
Il francobollo è protagonista di una scena del film Chi più spende... più guadagna!, in cui viene acquistato per 1,25 milioni di dollari e quindi usato per affrancare una cartolina.